# Afsnede

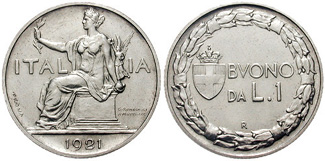
Lire uit 1921, met het jaartal in de afsnede.

Een afsnede (Duits: Abschnitt, Engels en Frans: exergue) is in de numismatiek een door een horizontale lijn afgescheiden onderste deel van de beeldenaar. Op antieke munten vindt men in de afsnede meestal naam van de muntheer, de muntplaats of (op Romeinse munten) het Officina-teken (een variant op de muntplaatsvermelding). Op munten uit de nieuwe tijd vindt men in de afsnede vaak het jaartal.

## Referentie
- Artikel Abschnitt - Münzen Lexikon, 2003